# Golema Rečica
Golema Rečica (makedonsky: Голема Речица, albánsky: Reçicë e Madhe) je vesnice v Severní Makedonii. Nachází se v opštině Tetovo v Položském regionu.
Podle sčítání lidu z roku 2002 žije ve vesnici 3 977 obyvatel. Etnickými skupinami jsou:
- Albánci - 3 949
- Makedonci - 4
- ostatní - 24